# 夏洛克·福尔摩斯系列 (游戏)
《夏洛克·福尔摩斯》是Frogwares开发的冒险游戏系列。游戏基于阿瑟·柯南·道尔的福尔摩斯探案系列小说改编，围绕侦探夏洛克·福尔摩斯及其伙伴华生医生展开。除了原作内容，每部作品还会加入一些原创故事情节。

## 游戏概要

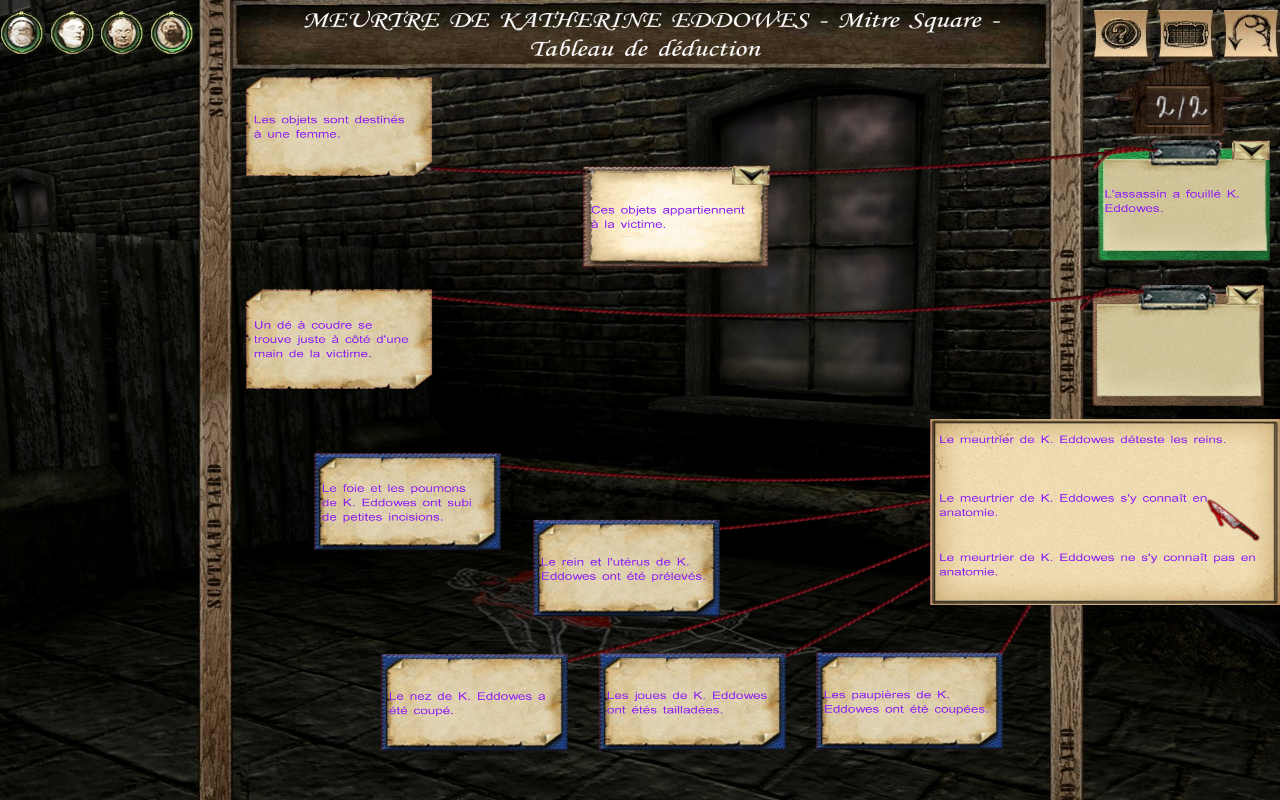
《福尔摩斯对开膛手杰克》中的推理图，玩家需要寻找已收集信息间的关联，进而得出结论

系列中的每部作品都会让玩家操控福尔摩斯和华生医生，有时是以第一人称视角，有时则是第三人称。玩家需要运用福尔摩斯的溯因推理以及华生提供的协助，在每起案件的调查过程中解决种种谜题，并找到隐藏在环境中的证据与线索。有时福尔摩斯会将收集到的信息带回他在贝克街221B号家中的实验室，在那里他会通过观察显微镜、调制溶剂等方法找出与案件相关的要素。此外，同非玩家角色交谈和查阅报纸书籍文章也是必要的破案环节。收集到的关键线索都会显示在推理图中，玩家可以随时通过联系已有信息得出新的结论。
尽管游戏里的首要目标是解决主线疑案，玩家也可以自由开展一些与情节关联不大的支线调查。系列游戏中的大部分场景位于维多利亚时代的伦敦，但有时玩家也会跟随福尔摩斯前往世界各地，包括新奥尔良、瑞士和苏格兰。

## 系列作品列表

### 主系列
| 2002 | 福尔摩斯：木乃伊之谜  |
| 2003 |                       |
| 2004 | 福尔摩斯：银耳环      |
| 2005 |                       |
| 2006 |                       |
| 2007 | 福尔摩斯：觉醒        |
| 2007 | 福尔摩斯：复仇        |
| 2008 |                       |
| 2009 | 福尔摩斯对开膛手杰克  |
| 2010 |                       |
| 2011 |                       |
| 2012 | 福尔摩斯的遗嘱        |
| 2013 |                       |
| 2014 | 福尔摩斯：罪与罚      |
| 2015 |                       |
| 2016 | 福尔摩斯：恶魔之女    |
| 2017 |                       |
| 2018 |                       |
| 2019 |                       |
| 2020 |                       |
| 2021 | 福尔摩斯：第一章      |
| 2022 |                       |
| 2023 | 福爾摩斯：覺醒 重製版 |

| 游戏名                | 原名                                            | 初版发售日     | 平台                                                                                     | 故事顺序 |
| --------------------- | ----------------------------------------------- | -------------- | ---------------------------------------------------------------------------------------- | -------- |
| 福尔摩斯：木乃伊之谜  | Sherlock Holmes: The Mystery of the Mummy       | 2002年12月29日 | Microsoft Windows、Nintendo DS                                                           | 8        |
| 福尔摩斯：银耳环      | Sherlock Holmes: The Case of the Silver Earring | 2004年8月27日  | Microsoft Windows、Wii                                                                   | 6        |
| 福尔摩斯：觉醒        | Sherlock Holmes: The Awakened                   | 2007年2月16日  | Microsoft Windows                                                                        | 3        |
| 福尔摩斯：复仇        | Sherlock Holmes: Nemesis                        | 2007年10月25日 | Microsoft Windows                                                                        | 5        |
| 福尔摩斯对开膛手杰克  | Sherlock Holmes Versus Jack the Ripper          | 2009年4月30日  | Microsoft Windows、Xbox 360                                                              | 2        |
| 福尔摩斯的遗嘱        | The Testament of Sherlock Holmes                | 2012年9月20日  | Microsoft Windows、PlayStation 3、Xbox 360                                               | 7        |
| 福尔摩斯：罪与罚      | Sherlock Holmes: Crimes & Punishments           | 2014年9月30日  | Microsoft Windows、PlayStation 3、PlayStation 4、Xbox 360、Xbox One                      | 4        |
| 福尔摩斯：恶魔之女    | Sherlock Holmes: The Devil's Daughter           | 2016年6月10日  | Microsoft Windows、PlayStation 4、Xbox One                                               | 9        |
| 福尔摩斯：第一章      | Sherlock Holmes: Chapter One                    | 2021年11月16日 | Microsoft Windows、PlayStation 4、PlayStation 5、Xbox One、Xbox Series X/S               | 1        |
| 福爾摩斯：覺醒 重製版 | Sherlock Holmes: The Awakened                   | 2023年4月11日  | Microsoft Windows、PlayStation 4、PlayStation 5、Xbox One、Xbox Series X/S、任天堂Switch | 3        |

### 系列外作品
除了主系列，Frogwares及其子工作室Waterlily还开发过四款休闲游戏。这些游戏针对青少年受众简化了玩法，并在剧情中加入幻想和超自然元素。
| 2008 | 福尔摩斯：波斯地毯之谜     |
| 2009 |                            |
| 2010 | 福尔摩斯与奥斯本庄园之谜   |
| 2010 | 福尔摩斯与巴斯克维尔的猎犬 |
| 2011 |                            |
| 2012 | 福尔摩斯：冰封城之谜       |

| 游戏名                     | 原名                                               | 初版发售日     | 平台                           |
| -------------------------- | -------------------------------------------------- | -------------- | ------------------------------ |
| 福尔摩斯：波斯地毯之谜     | Sherlock Holmes: The Mystery of the Persian Carpet | 2008年5月9日   | Microsoft Windows              |
| 福尔摩斯与奥斯本庄园之谜   | Sherlock Holmes and the Mystery of Osborne House   | 2010年6月24日  | Nintendo DS                    |
| 福尔摩斯与巴斯克维尔的猎犬 | Sherlock Holmes and the Hound of the Baskervilles  | 2010年11月11日 | Microsoft Windows、Nintendo DS |
| 福尔摩斯：冰封城之谜       | Sherlock Holmes: The Mystery of the Frozen City    | 2012年10月25日 | Nintendo 3DS                   |

## 开发

### 灵感来源
系列游戏中夏洛克·福尔摩斯及华生医生的形象，分别参考了杰里米·布雷特和大卫·布克在ITV电视剧集《福尔摩斯历险记》中的演绎。

### 画面与技术
系列早期作品中的背景画面通常采用预渲染处理，结合了2D与3D两种视觉风格，这样既便于隐藏画面中的线索，又能营造出可供玩家互动的开放世界场景。

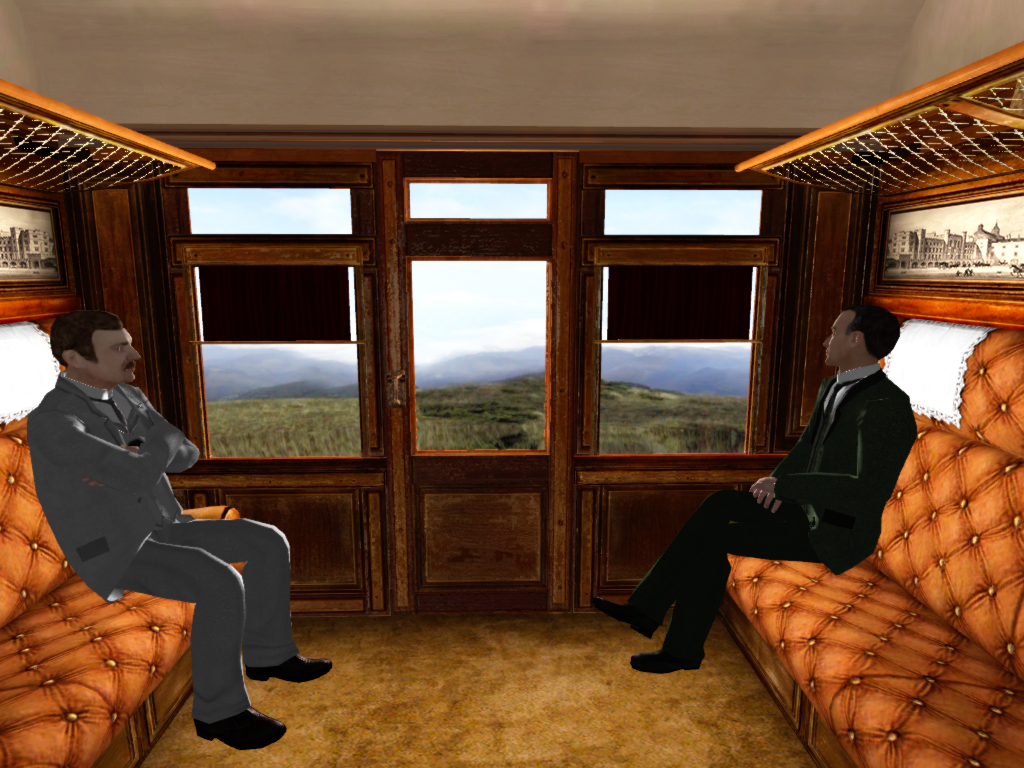
《福尔摩斯：觉醒》中采用的实时渲染画面

在《福尔摩斯：觉醒》中，Frogwares首次打造了一个第一人称视角下完全实时渲染的3D场景。而Frogwares亦凭借此渲染良好的3D环境，得以避免当时普遍困扰着其他冒险游戏的画面过度像素化问题。

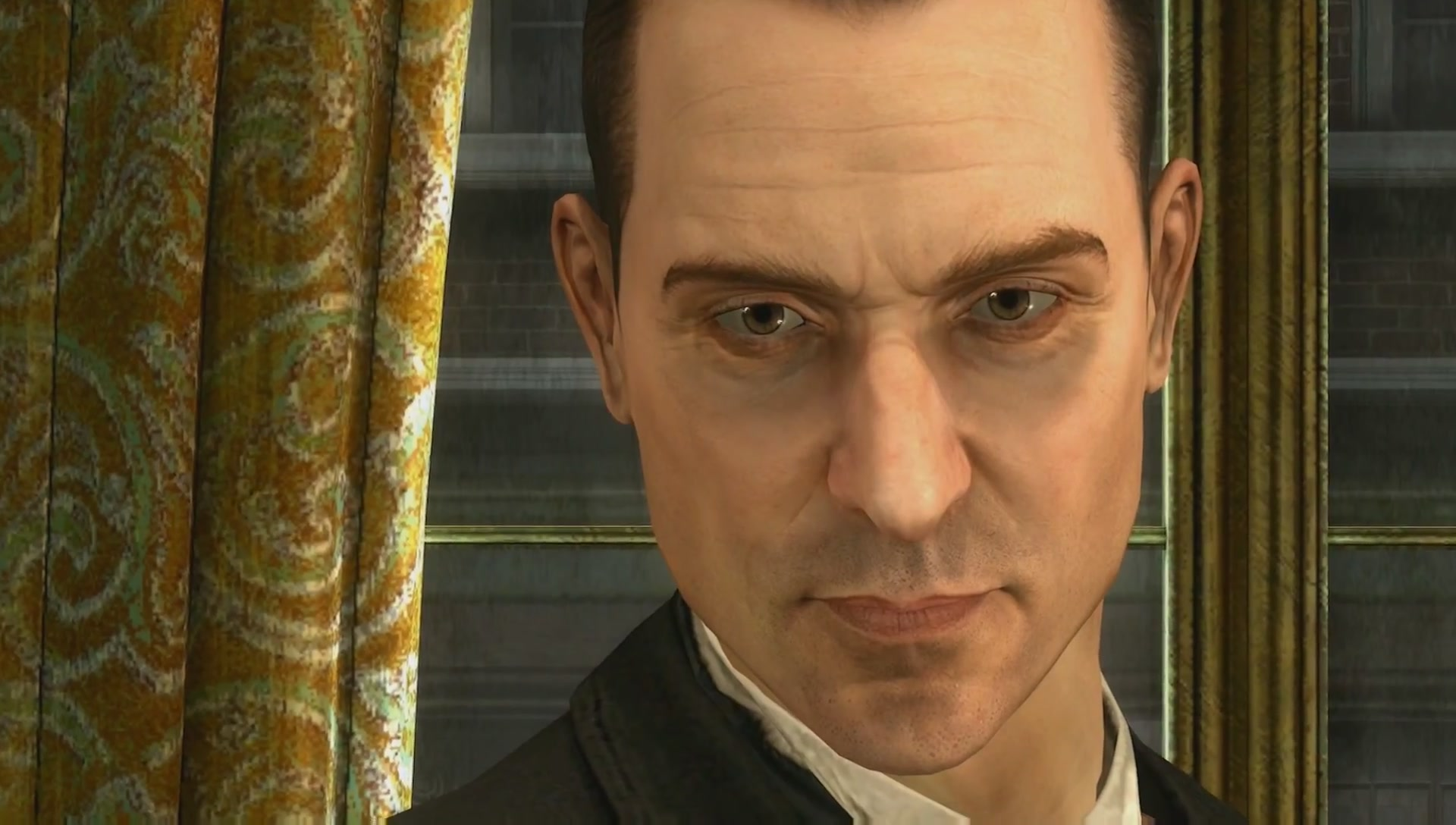
《福尔摩斯的遗嘱》中福尔摩斯的面部特写展现了系列游戏画面的飞跃与动作捕捉技术的运用

到了《福尔摩斯的遗嘱》，游戏画面迎来巨大的飞跃。为了塑造人物的真实感，本作中还引入了动作捕捉技术。其他的技术进步包括全新的光影系统、多种后处理图像效果、高品质的配音和电影化的运镜。
如此便能更好呈现出19世纪伦敦的反差形象：城市表面的光鲜亮丽，以及城市背面那些标志性的、阴暗孤寂的小巷。该作画质相比系列先前作品也有较大提升，尤其在过场动画方面，表现得更加流畅与自然。此外，该作中还加入了能够自由活动的第三人称视角，玩家可以借此调整到令自己舒适的角度，并在角色站立时观察周遭环境。
这一系列的提升，可以部分看作是在试探主机平台玩家的兴趣。《福尔摩斯对开膛手杰克》是系列首部登陆Xbox平台的游戏，Frogwares在其发布后专门收集了Xbox玩家群体的反馈：继续开发3D画面的冒险游戏，同时吸纳其他类型游戏的优点。当然Frogwares也表示，对主机平台的重视并不意味着他们会像谣传的那样放弃PC平台的开发。
出于对真实历史受害者的尊重，《福尔摩斯对开膛手杰克》里的谋杀案现场全都用绘画形式展现，以缓解恐怖氛围。而在《福尔摩斯的遗嘱》中，由于描绘的人物纯属虚构，凶案现场也更加写实。
后续的《福尔摩斯：罪与罚》及《福尔摩斯：恶魔之女》都采用了虚幻引擎3进行开发，也使得游戏画面更加逼真且细节更加丰富。

## 发行

### 销售
《夏洛克·福尔摩斯》系列取得了很大的商业成功。在2009年初，系列前四部的销量约为150万份。截至2012年，系列前六部已售出“三百到四百万份”，其中大部分贡献来自PC平台。到了2016年，全系列八部作品共计售出约700万份。

### 合集
系列发行商曾两次在PC平台上推出过游戏合集，包含了系列中的数部作品。
- 《夏洛克·福尔摩斯：合集2010》（Sherlock Holmes: Collection 2010）：由Focus Home Interactive（英语：Focus Home Interactive）于2009年11月20日推出，共收录了系列的前四部作品，即《木乃伊之谜》、《银耳环》、《觉醒》和《复仇》。[26]
- 《夏洛克·福尔摩斯：终极合集》（Sherlock Holmes: Ultimate Collection）：由Daedalic Entertainment（英语：Daedalic Entertainment）于2012年7月10日推出，共收录了系列七部作品，包括主系列前五部作品（前四部加上《福尔摩斯对开膛手杰克》）和两部系列外作品（《波斯地毯之谜》与《巴斯克维尔的猎犬 》），此外还包含了游戏原声、设定集和概念艺术等额外内容。[27]

## 评价
| 游戏                  | Metacritic                    |
| --------------------- | ----------------------------- |
| 福尔摩斯：木乃伊之谜  | （PC）61 （DS）57             |
| 福尔摩斯：银耳环      | （PC）68                      |
| 福尔摩斯：觉醒        | （PC）72                      |
| 福尔摩斯：复仇        | （PC）71                      |
| 福尔摩斯对开膛手杰克  | （PC）73 （X360）62           |
| 福尔摩斯的遗嘱        | （PC）73 （PS3）65 （X360）64 |
| 福尔摩斯：罪与罚      | （PC）77 （PS4）73 （XONE）71 |
| 福尔摩斯：恶魔之女    | （PC）65 （PS4）71 （XONE）66 |
| 福尔摩斯：第一章      | （PC）77 （PS5）75 （XSX）73  |
| 福爾摩斯：覺醒 重製版 | （PC）69 （PS5）76 （XSX）73  |

《夏洛克·福尔摩斯》系列在评论界总体收获了好评。系列素来以其高难度的解谜而知名，往往需要玩家经过深思熟虑，富有挑战性的谜题也受到了评论家的赞赏。尽管系列早期作品曾被批评故事性不佳且缺乏趣味性，后来的作品中便有了较大改善，一些优秀的原创剧情还得到了广泛的认可。然而，系列新作《福尔摩斯：恶魔之女》放弃了以解谜为核心的传统，游戏机制更加偏向动作游戏，这一改变也招致了老玩家的批评。
系列早期的游戏画面因其像素化明显和色彩失真而受到诟病。即便在《福尔摩斯：觉醒》采用3D实时渲染画面后，仍然存在诸如人物阴影缺失和背景建模粗糙的问题。直到《福尔摩斯的遗嘱》使用了全新的图像引擎来提升游戏画面，类似的批评声才逐渐消失。

### 奖项
系列中的一些作品还获得过各大游戏网站和社区颁发的奖项。GameSpot曾将《福尔摩斯：觉醒》选为2007年度“最佳官方授权使用”，更连同IGN双双提名该作为当年度的“最佳电脑冒险游戏”。到了2011年，Adventure Gamers又将该作收录在其“史上最佳冒险游戏”榜单第80名。
《福尔摩斯的遗嘱》以“最大遗珠”的身份获得了Adventure Gamers颁发的2012年度荣誉艾吉奖（Honorary Aggie Award），其中推荐语如是写道：“在这个惊人的故事里，夏洛克的名声一落千丈，从开场就展现出极强的吸引力，又在精心刻画的角色和一波三折的情节推动下迎来高潮。加上精美的视觉效果以及恢宏的管弦乐原声，这是Frogwares做得最好的一部。”